# Bogdan Planić
Bogdan Planić (Kirin Serbia: Богдан Планић; sinh ngày 19 tháng 1 năm 1992) là một cầu thủ bóng đá người Serbia thi đấu ở vị trí trung vệ cho câu lạc bộ România FCSB.

## Sự nghiệp quốc tế
Năm 2013, Planić ra mắt không chính thức cho Serbia trong trận đấu diễn ra ở quê nhà Užice.

## Phong cách thi đấu
Planić chủ yếu chơi ở vị trí trung vệ. Thế mạnh của anh là sự ổn định và khả năng không chiến, có thể so sánh với người đồng nghiệp Nemanja Vidić.

## Thống kê sự nghiệp

### Câu lạc bộ
Tính đến 20 tháng 5 năm 2018
| Câu lạc bộ          | Mùa giải            | Giải vô địch | Giải vô địch | Cúp     | Cúp       | Châu Âu | Châu Âu   | Khác    | Khác      | Tổng cộng | Tổng cộng | Tổng cộng |
| Câu lạc bộ          | Mùa giải            | Số trận      | Bàn thắng    | Số trận | Bàn thắng | Số trận | Bàn thắng | Số trận | Bàn thắng | Số trận   | Bàn thắng |           |
| ------------------- | ------------------- | ------------ | ------------ | ------- | --------- | ------- | --------- | ------- | --------- | --------- | --------- | --------- |
| Zlatibor Čajetina   | 2010–11             | 21           | 1            | 0       | 0         | –       | –         | –       | –         | 21        | 1         |           |
| Tổng cộng           | Tổng cộng           | 21           | 1            | 0       | 0         | –       | –         | –       | –         | 21        | 1         |           |
| Sloboda Užice       | 2010–11             | 1            | 0            | 0       | 0         | –       | –         | –       | –         | 1         | 0         |           |
| Tổng cộng           | Tổng cộng           | 1            | 0            | 0       | 0         | –       | –         | –       | –         | 1         | 0         |           |
| Žarkovo             | 2011–12             | 11           | 1            | 0       | 0         | –       | –         | –       | –         | 11        | 1         |           |
| Tổng cộng           | Tổng cộng           | 11           | 1            | 0       | 0         | –       | –         | –       | –         | 11        | 1         |           |
| Jedinstvo Putevi    | 2012–13             | 33           | 2            | 0       | 0         | –       | –         | –       | –         | 33        | 2         |           |
| Tổng cộng           | Tổng cộng           | 33           | 2            | 0       | 0         | –       | –         | –       | –         | 33        | 2         |           |
| OFK Beograd         | 2013–14             | 29           | 1            | 3       | 0         | –       | –         | –       | –         | 32        | 1         |           |
| OFK Beograd         | 2014–15             | 6            | 0            | 0       | 0         | –       | –         | –       | –         | 6         | 0         |           |
| OFK Beograd         | 2015–16             | 30           | 1            | 3       | 0         | –       | –         | –       | –         | 33        | 1         |           |
| Tổng cộng           | Tổng cộng           | 65           | 2            | 6       | 0         | –       | –         | –       | –         | 71        | 2         |           |
| Red Star Belgrade   | 2014–15             | 5            | 0            | 1       | 0         | –       | –         | –       | –         | 6         | 0         |           |
| Tổng cộng           | Tổng cộng           | 5            | 0            | 1       | 0         | –       | –         | –       | –         | 6         | 0         |           |
| Vojvodina           | 2016–17             | 28           | 0            | 4       | 1         | 1       | 0         | –       | –         | 33        | 1         |           |
| Vojvodina           | 2017–18             | 6            | 0            | –       | –         | 2       | 0         | –       | –         | 8         | 0         |           |
| Tổng cộng           | Tổng cộng           | 34           | 0            | 4       | 1         | 3       | 0         | –       | –         | 41        | 1         |           |
| FCSB                | 2017–18             | 22           | 1            | 0       | 0         | 6       | 0         | –       | –         | 28        | 1         |           |
| Tổng cộng           | Tổng cộng           | 22           | 1            | 0       | 0         | 6       | 0         | –       | –         | 28        | 1         |           |
| Tổng cộng sự nghiệp | Tổng cộng sự nghiệp | 192          | 7            | 11      | 1         | 9       | 0         | –       | –         | 212       | 8         |           |